# جايسون بيليني
جايسون بيليني (بالإنجليزية: Jason Bellini)‏ هو صحفي أمريكي، ولد في 12 يوليو 1975.

## وصلات خارجية
- جايسون بيليني على موقع IMDb (الإنجليزية)